# Pseudaulacaspis megacauda
Pseudaulacaspis megacauda är en insektsart som beskrevs av Sadao Takagi 1970. Pseudaulacaspis megacauda ingår i släktet Pseudaulacaspis och familjen pansarsköldlöss. Inga underarter finns listade i Catalogue of Life.